# Исландский гоголь

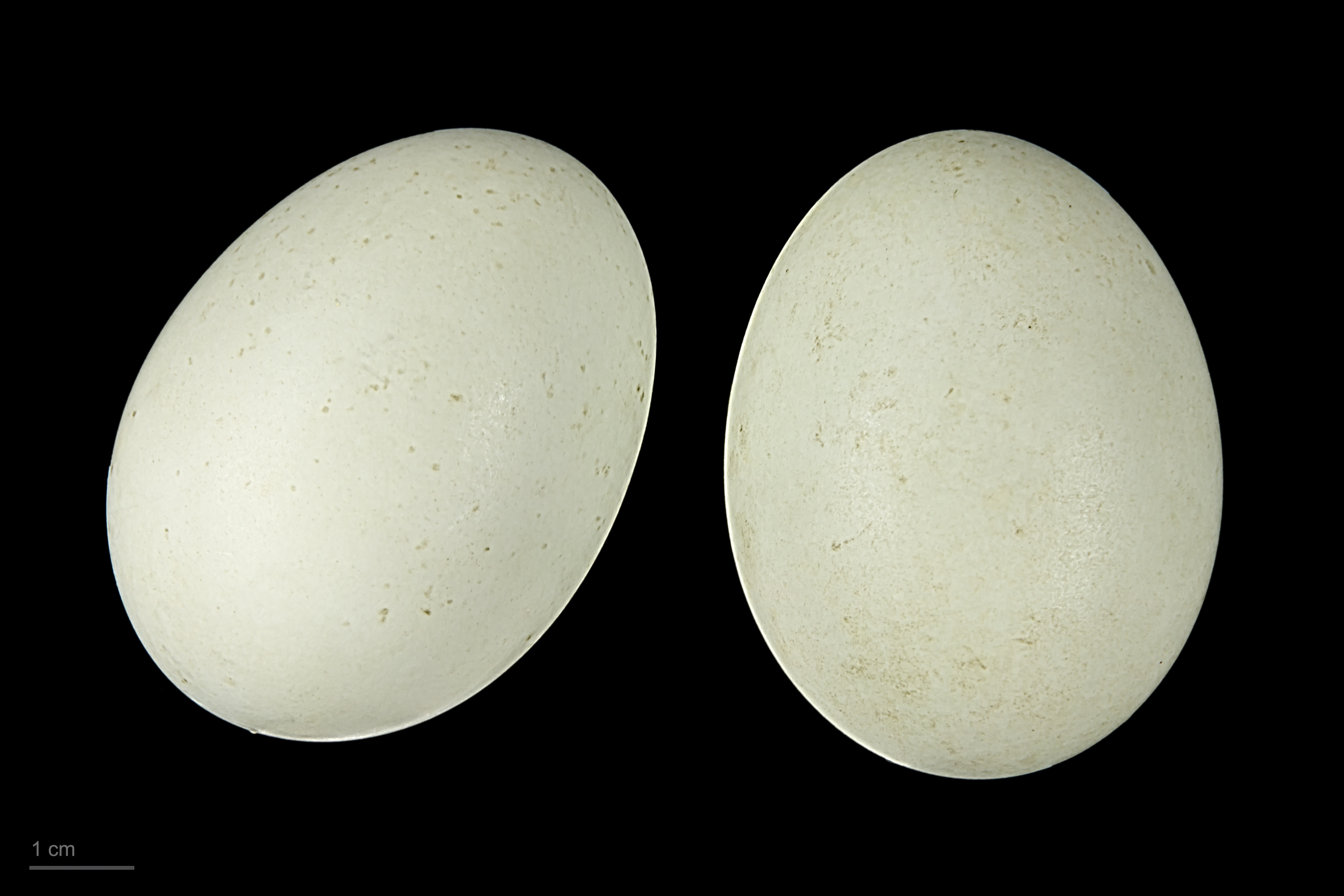
яйцо Bucephala islandica - Тулузский музеум

Исландский гоголь (лат. Bucephala islandica) — птица семейства утиных, обитающая от умеренной до арктической зоны в Северной Америке, Гренландии и Исландии.

## Описание
Исландский гоголь достигает длины 40-48 см, размах крыльев 62-77 см. В целом вид очень походит на обыкновенного гоголя. Самки, молодые птицы и неокрашенные самцы обоих видов не различаются. У окрашенных самцов фиолетово-пурпурная голова (у обыкновенного гоголя зеленая). Голова овальной формы. Клюв выглядит треугольным, короткий. Белое пятно между клювом и глазом, которое характерно для самца в брачном наряде, больше по сравнению с обыкновенным гоголем, отчётливо удлинён наверх и заканчивается поверх глаза в остро вытянутой форме.
У окрашенных самок коричневая голова и серое оперение тела. В брачном наряде клюв чёрный, вне гнездового периода зимой он оранжевый.

### Голос
Исландский гоголь преимущественно тихая птица. В брачный период можно услышать мягкое и хрюкающее «ка-каа» самца или череду призывов «ва-ва-ва». Призывы самки — это кудахчущее «гэ-гэ-гэрр» или «краа-краа».

## Распространение
Ареал вида очень разбросан. Крупные популяции встречаются на северо-западном побережье Северной Америки от Орегона до Аляски. Вторая, маленькая популяция находится на полуострове Лабрадор на северо-востоке Канады. Кроме того, исландский гоголь гнездится на юго-западе Гренландии, а также в Исландии. Его жизненное пространство — это внутренние водоёмы, трясины и реки в открытых и поросших лесом областях. Местообитание достигает высоты до 3 000 м над уровнем моря в Скалистых горах.
Исландский гоголь зимует, прежде всего, на защищённом побережье поблизости от мест гнездования, а также на озёрах и реках в глубине материка. Эта птица очень редкий ошибочный гость в Центральной Европе. До сих пор имеется только один гарантированный документ, свидетельствующий о наличии в Центральной Европе: в марте 1853 года у Хиддензе был застрелен взрослый самец. Чаще исландские гоголи ошибочно залетают в Великобританию и Норвегию.

## Питание
Основная часть питания (70-80 %) состоит из ракообразных и водных насекомых. Реже птицы питаются рыбой или их икрой. Растительный корм состоит чаще из морских водорослей, водных растений и семян.

## Размножение
Исландский гоголь гнездится на озёрах и прудах, чаще в лесах. Он гнездится в дуплах деревьев или в похожих пустотах. Гнездо выстлано внутри пухом. В конце мая, иногда также только в начале июня начинается откладывание яиц. В нормальной кладке от 10 до 14 сине-зелёных яиц. Насиживание длится примерно 30 дней и к концу июня появляются птенцы.

## Статус
Мировая популяция оценивалась в 2002 году МСОП в 180 000-210 000 особей. Вид вызывает наименьшие опасения.